# Вичада
Вича̀да (на испански: Vichada) е един от тридесет и двата департамента на южноамериканската държава Колумбия. Намира се в източната част на страната и граничи с Венецуела. Департаментът е с население от 112 958 жители (към 30 юни 2020 г.) и обща площ от 100 060 км².

## Общини
Департамент Вичада е разделен на 4 общини. Някои от тях са:
1. Кумарибо
2. Ла Примавера
3. Санта Росалия